# 辛白林

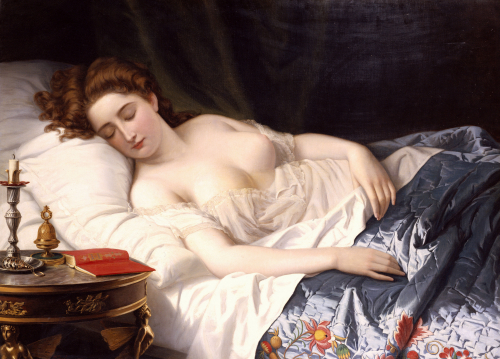
阿埃基摩偷看熟睡中的伊摩琴身上的印记 1872年 Wilhelm Ferdinand Souchon所绘

《辛白林》（英语：Cymbeline）是英国剧作家威廉·莎士比亚的一部戏剧作品，大约创作于1609年，在《雅典的泰门》之后，《冬天的故事》之前。它在莎士比亚逝世后首次刊于其同事海明与康德合编的1623年对开本戏剧全集中。《辛白林》的故事主要基于古代凯尔特族不列颠国王Cunobeline的传说，虽然在最初刊行时该剧被归为悲剧，现代批评家倾向于归其于传奇剧乃至于喜剧之列。和《奥赛罗》、《冬天的故事》一样，《辛白林》的主题也是清白与嫉妒。

## 故事来源
《辛白林》故事的取材的来源包括了拉斐尔·霍林斯赫德的《英格兰、苏格兰和爱尔兰编年史》和蒙茅斯的杰弗里所著的《不列颠诸王史》，部分情节可能参考了薄迦丘的《十日谈》，极为普及的如白雪公主、灰姑娘等的欧洲童话和1589年的一个佚名作家的剧本《爱情和命运获胜传奇》。

## 创作时间与文本
《辛白林》演出的最早记录见于英国医生兼占星家西蒙·福尔曼《观剧记》手稿，其中记载他1611年在寰球剧院观看《辛白林》。 该剧的首次刊行是在1623年的对开本戏剧全集中。但它准确的创作时间尚无法确定。
《辛白林》有可能是莎士比亚与他人合著，因为在部分场次中（如第三幕第七场和第五幕第二场）语言修辞与其他部分相比是不那么“莎士比亚”化。该剧在语言、场景和情节上都与Beaumont and Fletcher的悲喜剧Philaster,or Love Lies a-Bleeding(c.1609-10)有显著的相似之处。二者都是描写违背王命而与身份低贱的情人结婚的公主，因为被误认为不忠诚于她的情人而被意图谋杀，直到她逃跑并证明自己的清白为止。而且这两部作品是写给同一家戏剧公司和同样的观众的剧作。 一些学者据此相信《辛白林》应当大概创作与1609年，虽然现在并不清楚这两部剧究竟是孰先孰后。
部分学者以情节的混乱作为证据，认为《辛白林》是一部改编剧。例如在第五幕第四场有这样的情节：“朱庇特在雷与闪电中降临，他乘坐在鹰上，投下一道霹雳”。然后朱庇特宣布波塞摩斯的运气将会得到提升，就又乘坐着鹰返回天界。
虽然曾经获得过很高的评价，但过去几个世纪中《辛白林》都在逐渐丧失人们的支持，部分人认为该剧是莎士比亚不负责任地拼凑荒唐的故事组成的自娱自乐的作品。 但也有某些人，如威廉·赫兹利特和John Keats将该剧包含在他们最喜爱的剧作之列。
Oxford and Norton Shakespeare的编辑相信剧中女主人公的名字Imogen是Innogen的误拼。他们将《辛白林》与无事生非进行了比较，在后者的早期版本中一个名叫Innogen的幽灵角色应当是Leonato的妻子，而在《辛白林》中Imogen的丈夫Posthumus的姓就是Leonatus。Stanley wells 和 Michael Dobson也指出在作为莎士比亚的参考源之一的霍林斯赫德的编年史中也提到了一个叫Innogen的人物，而福尔曼1611年的观剧记录中从头到尾都是使用Innogen一词。 尽管考证结果如此，现今该剧的大部分版本仍然是使用Imogen一词作为女主人公的名字。

## 剧中人物
- 辛白林（Cymbeline） 不列颠国王
- 凯易斯·琉歇斯（Caius Lucius） 罗马大将
- 王后（Queen） 辛白林的妻子
- 克洛顿（Cloten） 王后与前夫之子
- 伊摩琴（Imogen/Innogen) 辛白林与其前王后所生之女
- 波塞摩斯·里奥那托斯(Posthumus Leonatus) 绅士，伊摩琴之夫
- 培拉律思(Belarius) 被放逐的贵族，化名摩根（Morgan）
- 吉得律斯&阿维拉古斯(Guiderius & Arviragus) 辛白林之子，摩根之假子，分别化名为波里多(Polydore)和凯德华尔（Cadwal）
- 菲拉里奥(Philario) 波塞摩斯之友，意大利人
- 阿埃基摩(Iachimo/Jachimo/Giacomo) 菲拉里奥之友，意大利人
- 海伦(Helen) 伊摩琴的随侍
- 毕萨尼奥(Pisanio) 波塞摩斯之仆
- 考尼律斯(Cornelius)医生
- 罗马将领(A Roman captain)
- 二不列颠将领(Two British captains)
- 法国绅士(A French gentleman)
- 辛白林宫廷二贵族（Two Lords）
- 辛白林宫廷二绅士(Two gentlemen)
- 二狱卒(Two gaolers)
- 群臣、宫女、罗马元老、护民官、一荷兰绅士、一西班牙绅士、一预言者、乐工、将校、士兵、使者及其他侍从等
- 朱庇特及里奥那托斯家族鬼魂

## 主要剧情

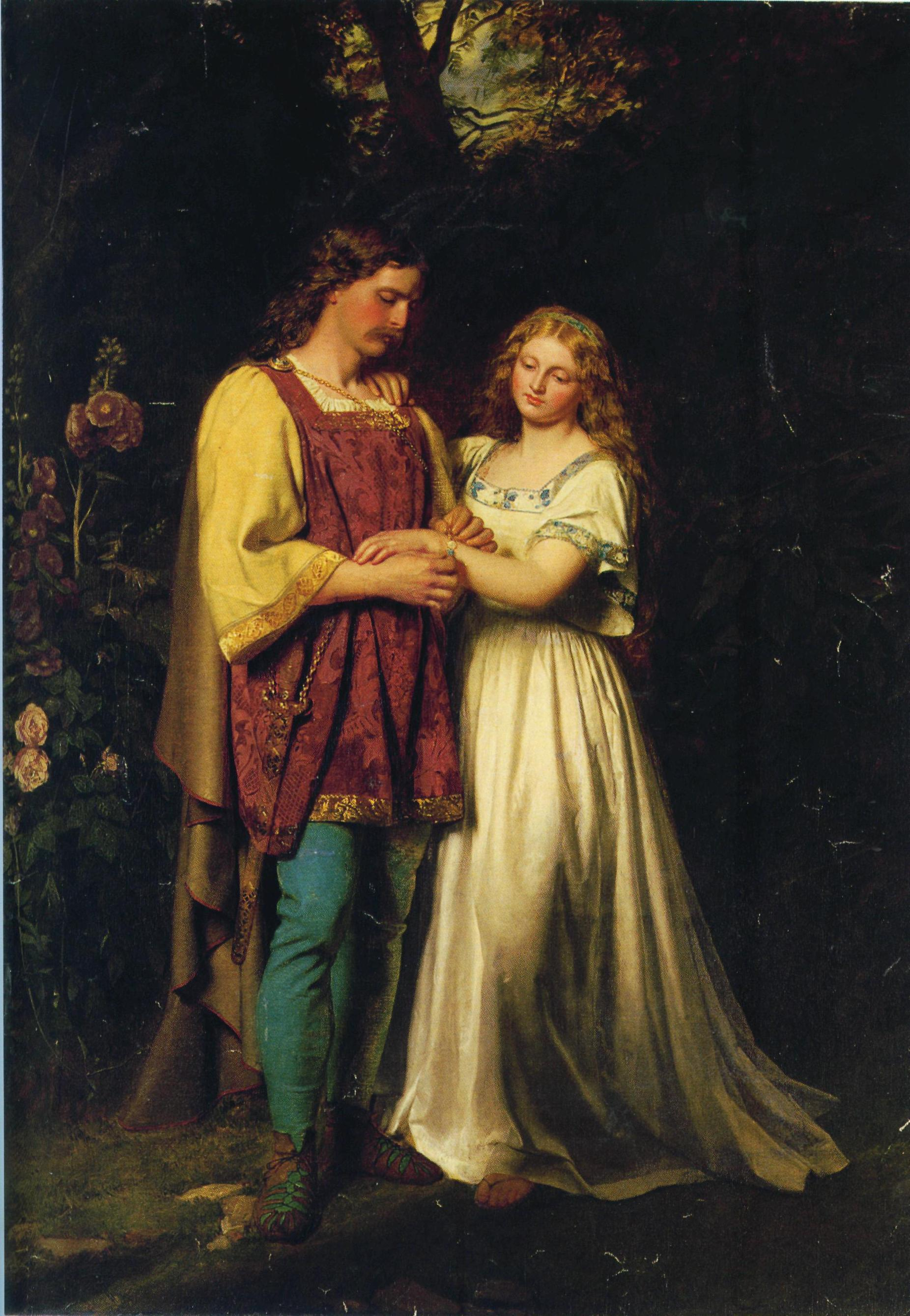
波塞摩斯与伊摩琴（Posthumus and Imogen）John Faed绘

不列颠国王辛白林国王昏庸专横，二十年前听信谗言放逐了老臣培拉律津，培拉律津为了报复偷走国王的尚在襁褓之中的王子，藏匿于威尔士群山之中。辛白林仅剩一个女儿作为继承人，但这位公主伊摩琴才貌双全，深受拥戴。前王后过世后，辛白林又盲目地续娶了一个寡妇为继王后，并在继王后唆使下强迫伊摩琴嫁给继王后与前夫之子克洛顿，以期伊摩琴生下血统高贵的继承人。伊摩琴看不上丑陋邪恶的克洛顿，爱上了寄居宫中的孤儿波塞摩斯，并与其秘密结婚。辛白林因此大怒，在繼后的挑唆下放逐波塞摩斯，软禁了伊摩琴。
波塞摩斯流亡到意大利寄居于亡父之友菲拉里奥家中，在那里他遇到了纨绔子弟阿埃基摩，波塞摩斯在他面前不断夸耀妻子的美貌和忠贞，引得阿埃基摩与他打赌验证伊摩琴的忠贞。阿埃基摩取得了波塞摩斯的戒指作为信物前往不列颠，意图破坏伊摩琴的贞洁，但遭到严词拒绝，于是他又用计躲在一木箱之中混入伊摩琴卧房，窃取她的手镯，偷看她身上的印记，默识屋内陈设。阿埃基摩回到意大利后夸耀已然得手，波塞摩斯信以为真，写了两封信，一封写给伊摩琴要她前往位于威尔士西海岸的Milford Haven见他，另一封命令自己留在不列颠王宫的老仆毕萨尼奥去Milford Haven杀死背叛自己的妻子。忠心的毕萨尼奥将波塞摩斯的信给了伊摩琴，揭露了他的阴谋，伊摩琴悲痛之下意图自尽，为毕萨尼奥所阻，遂决意前往意大利寻找波塞摩斯。毕萨尼奥帮助伊摩琴化妆成男子，助她潜出王宫，带着王后所给的声称能“缓解心病”的毒药前往罗马。

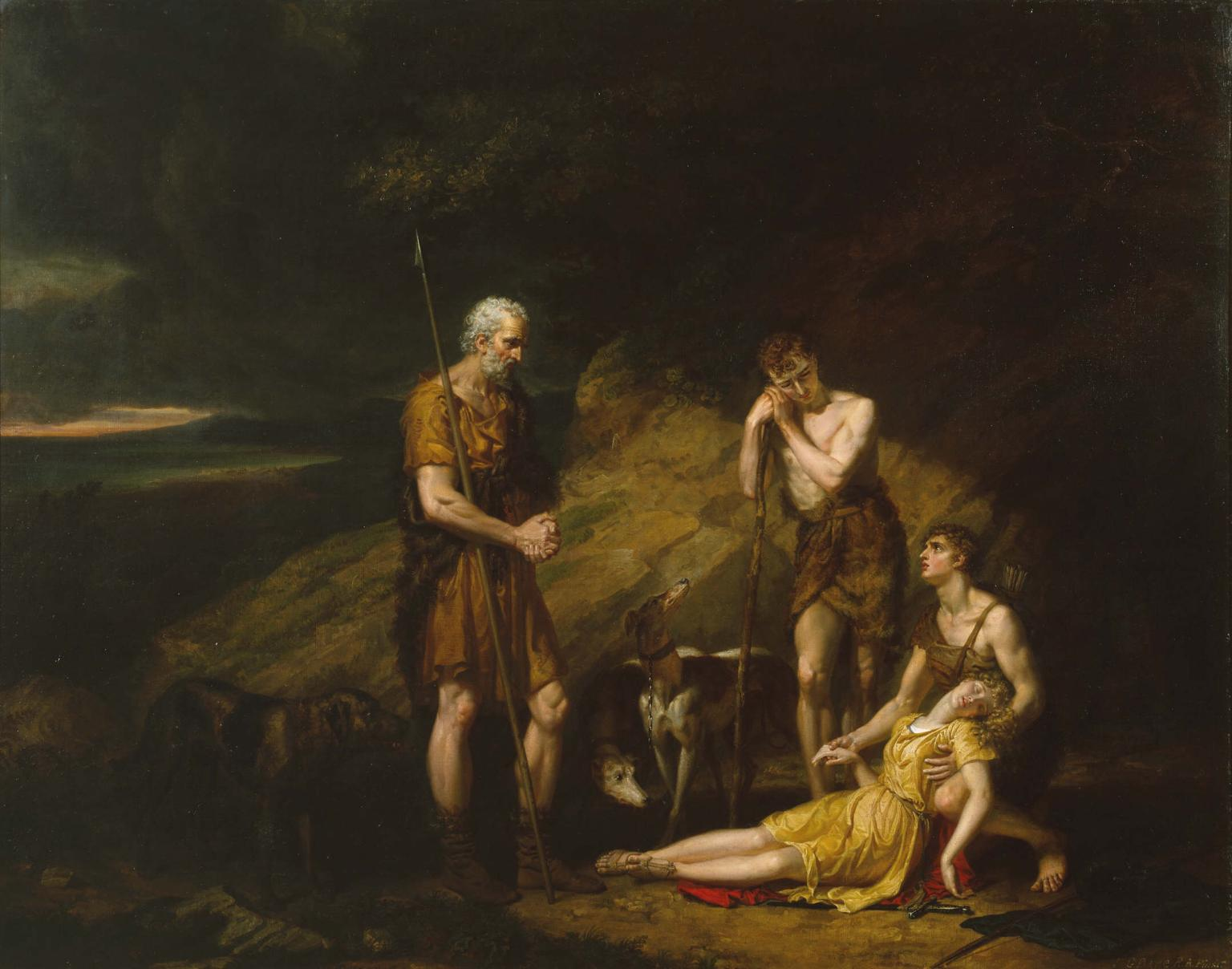
伊摩琴在培拉律津的山洞中被发现（Imogen Discovered in the Cave of Belarius）George Dawe绘

伊摩琴路过威尔士，在山洞中偶遇老臣培拉律津和她的两位仍不知自己身世的哥哥吉得律斯和阿维拉古斯，受到热情款待。两位王子在山洞外又遇到跟踪伊摩琴而来意图杀死波塞摩斯强奸伊摩琴的克洛顿，相互之间发生口角，争斗中吉得律斯杀死了克洛顿。与此同时伊摩琴在山洞中感到不适，服下了王后所给的毒药。众人返回山洞发现伊摩琴已经“死去”，十分悲伤，为她唱了輓歌(「勿再畏懼陽光的炙熱」)，覆以花草，然后前往为即将到来的与罗马的战斗中为不列颠而战。但王后的毒药实际上已被怀疑王后不怀好意的宫廷药师考尼律斯换成了只是让人暂时形同死去的药物，因而伊摩琴不久后又苏醒了，她发现身着波塞摩斯衣物的克洛顿的无头尸，误以为是波塞摩斯，悲痛欲绝。适逢罗马使臣与督军路歇斯路过，为装扮成男子的伊摩琴“美貌”吸引，收其为侍童，携之而去。同时，为谋杀了妻子而深深内疚的波塞摩斯也随罗马军队返回不列颠，装扮成一命普通军士，希望战死在沙场上。
战事最初对不列顛人不利，辛白林被俘，但在伪装成普通战士下的培拉律津、吉得律斯、阿维拉古斯和波塞摩斯的努力下不列吞人扭转了战局，国王被救出，两军言和。
其后继王后疯狂而死，其余人齐聚宫廷，继王后毒计被揭露，阿埃基摩的恶作剧也被揭破，辛白林认女、认子、赦免了老臣和波塞摩斯，表示臣服奥古斯都，恢复了和平，承认了自己一系列的愚蠢，并宣布“宽恕是适用于所有人的箴言”。因为兄长们恢复王位继承权，伊摩琴不再需要继承王位，遂得以自由地与波塞摩斯成婚。

## 脚注
1. ↑  裘克安主编, 《莎士比亚注释丛书》商务印书馆 2007, p. Ⅰ~ p. Ⅴ.
2. ↑  Stanley Wells and Michael Dobson, eds., The Oxford Companion to Shakespeare Oxford University Press, 2001, p. 101.
3. ↑  Collier, S., Cutting to the heart of the matter, in Shakespearean Power and Punishment, ed. Kendall, G. M., (Fairleigh Dickinson Univ. Press, 1998), pg. 39
4. ↑  F. E. Halliday, A Shakespeare Companion 1564–1964, Baltimore, Penguin, 1964; p. 366.
5. ↑  Strachey, Lytton. Books and Characters. New York: Harcourt, Brace, 1922: 64
6. ↑  Wells and Dobson, p. 101.